# Stazione di Montebello (Montebello Vicentino)
La stazione di Montebello è una fermata ferroviaria posta sulla linea Milano-Venezia. Serve il centro abitato di Montebello Vicentino.

## Storia
Già stazione, venne trasformata in fermata impresenziata il 24 luglio 2014.

## Strutture e impianti
Dispone di due binari di corsa della linea ferroviaria.
Il fabbricato ha una sala d'aspetto, dotata di biglietteria con tre sportelli, che da tempo risulta essere chiusa. Sono presenti inoltre due monitor informativi, due macchinette per timbrare i biglietti e una biglietteria automatica che vende solo biglietti della fascia regionale.
All'esterno lo scalo è dotato di un parcheggio per le automobili.

## Movimento
La stazione è servita da treni regionali svolti da Trenitalia nell'ambito del contratto di servizio stipulato con le regioni interessate.

## Servizi
- Sottopassaggio
- Sala di attesa
- Biglietteria self-service (aperta 24/24h)
- Parcheggi di superficie